# Baarszalmen
Baarszalmen (Percopsiformes) vormen een kleine orde van straalvinnige vissen.
Er zijn negen soorten in zeven geslachten beschreven. De orde is ongeveer 50 miljoen jaar geleden ontstaan in het Eoceen.
Ze worden aangetroffen in Noord-Amerika. Het is de zusterorde van de Vinarmigen (Lophiiformes).

## Families
- Percopsidae (Baarszalmen)
- Aphredoderidae (Piraatbaarzen)
- Amblyopsidae (Blinde baarszalmen)